# 10116 Robertfranz
10116 Robertfranz (1992 SJ2) là một tiểu hành tinh vành đai chính được phát hiện ngày 21 tháng 9 năm 1992 bởi F. Borngen ở Tautenburg. Nó được đặt theo tên Robert Franz, a German Romantic composer.